# Slooppremie
Een slooppremie, schrootpremie of sloopregeling is een regeling die door de (nationale) overheid van een land is ingesteld om het voor eigenaren van een oudere personen- of bestelauto aantrekkelijker te maken deze versneld aan te bieden voor sloop en met een premie om te ruilen voor een jongere (en derhalve schonere) auto. Over het algemeen zijn moderne auto’s minder belastend voor het milieu door de lagere uitstoot van schadelijke stoffen. In sommige landen speelt het stimuleren van de verkoop door de nationale auto-industrie een grote rol bij het verstrekken van dergelijke premies (hetgeen feitelijk neerkomt op indirecte staatssubsidie aan de nationale industrie).

## Duitsland
In Duitsland hadden in de periode januari tot april 2009 bijna 1,2 miljoen autobezitters een aanvraag ingediend voor een slooppremie (Umweltprämie) van 2500 euro voor hun oude auto. De premie was ook bedoeld als stimulans voor de Duitse auto-industrie. De premieregeling gold zolang het door de Duitse regering hiervoor uitgetrokken geld nog niet volledig was uitgegeven.

## Verenigde Staten
In de Verenigde Staten werd in juli 2009 een premiestelsel ingevoerd onder de naam Cash for Clunkers. Binnen 5 dagen was het door de overheid gereserveerde budget van 1 miljard dollar al uitgeput en werd het budget met 2 miljard verhoogd.

## Nederlandse sloopregeling 2009
De ingangsdatum van de Nederlandse slooppremie was 29 mei 2009. Ongeveer 11% van het wagenpark komt in aanmerking voor de premie. Het ministerie van VROM verwachtte dat 80.000 auto's vervangen zouden worden. Vooralsnog gelden de volgende bedragen en voorwaarden:
- personen-/bestelauto met een benzinemotor en van bouwjaar t/m 1989 – categorie 1: een slooppremie van € 750,-
- personen-/bestelauto met een benzinemotor en van bouwjaar 1990 t/m 1995 – categorie 2: een slooppremie van € 1.000,-
- bestelauto met een dieselmotor, een ledig gewicht lager dan 1800 kg en van bouwjaar t/m 1999 – categorie 3: een slooppremie van € 1.000,-
- bestelauto met een dieselmotor, een ledig gewicht van 1800 kg of meer en van bouwjaar t/m 1999 – categorie 4: een slooppremie van € 1.750,-

Mits omgeruild tegen een nieuwere:
- personen-/bestelauto met benzinemotor vanaf bouwjaar 2001
- personen-/bestelauto met dieselmotor met een gesloten roetfilter (af fabriek)

Onder de volgende voorwaarden:
- de oude auto stond voor 1 maart 2008 op naam van de laatste eigenaar;
- de oude auto is verzekerd;
- de oude auto en ook de jongere auto hebben een Nederlands kenteken;
- de APK van de oude auto is nog minimaal 3 maanden geldig op het moment van inleveren;
- de oude auto heeft geen WOK-status (wacht op keuren);
- de oude auto heeft sinds 1 maart 2008 geen deel uitgemaakt van de bedrijfsvoorraad van een autobedrijf.